# James William Tutt
James William Tutt (1858 — 1911) foi um entomólogo inglês.
Foi o autor de The British Noctuae and their Varieties (1891–92), Natural History of the British Lepidoptera (1890–1911), Practical hints for the Field lepidopterist (1901) e A natural history of the British Lepidoptera. A text-book for students and collectors (1908).